# Lancia chilopsisina
Lancia chilopsisina là một loài bướm đêm trong họ Crambidae.